# Selongey
 Selongey  es una población y comuna francesa, en la región de Borgoña, departamento de Côte-d’Or, en el distrito de Dijon y cantón de Selongey.

## Demografía
| 1732 | 2102 | 2363 | 2519 | 2386 | 2233 |
| Para los censos de 1962 a 1999 la población legal corresponde a la población sin duplicidades (Fuente: INSEE [Consultar]) |      |      |      |      |      |